# Visakha FC
Visakha Football Club – kambodżański klub piłkarski, który swoje mecze rozgrywa na Visakha Stadium w Phnom Penh. Drużyna gra obecnie w Cambodia League, najwyższej klasie rozgrywkowej w Kambodży. W lidze zadebiutował w sezonie 2019.

## Sukcesy
- Puchar Kambodży - 19/20
- Puchar Kambodży - 20/21
- Puchar Kambodży - 21/22[3]

## Skład
| Nr | Poz. | Piłkarz          |
| -- | ---- | ---------------- |
| 1  | BR   | Keo Soksela      |
| 3  | OB   | Sambath Tes      |
| 4  | OB   | Faeez Khan       |
| 5  | NA   | Rotana Sor       |
| 7  | PO   | Kimheng Teath    |
| 8  | NA   | Takumu Nishihara |
| 9  | NA   | Reung Bunheing   |
| 11 | PO   | Kakada Sin       |
| 13 | NA   | Jonata           |
| 16 | PO   | Polroth Chreng   |
| 17 | NA   | Sa Ty            |
| 18 | OB   | Meng Chheng      |

| Nr | Poz. | Piłkarz           |
| -- | ---- | ----------------- |
| 20 | OB   | Sophanat Sin      |
| 21 | NA   | Mouzinho          |
| 22 | BR   | Kimhuy Hul        |
| 23 | PO   | Sodavid In        |
| 25 | OB   | Chansopheak Ken   |
| 27 | OB   | Sovann Ouk        |
| 28 | PO   | Alisher Mirzaev   |
| 33 | BR   | Samdy Chhert      |
| 69 | OB   | Neth Nat          |
| 77 | NA   | Jorge Eduardo     |
| 88 | PO   | Sovann Makara Sin |
| 99 | NA   | Nora Leng         |